# Pseudopanurgus pectidellus
Pseudopanurgus pectidellus är en biart som beskrevs av Cockerell 1904. Pseudopanurgus pectidellus ingår i släktet Pseudopanurgus och familjen grävbin. Inga underarter finns listade i Catalogue of Life.